# ハクゾウメディカル
ハクゾウメディカル株式会社（英称：Hakuzo Medical Corporation）は、大阪府大阪市中央区徳井町に本社を置く、医薬品、医薬部外品、医療機器の製造販売・衛生材料の輸出入をおこなう企業である。

## 沿革
- 1953年3月 - 佐々木英蔵が大阪市東区唐物町にて佐々木商店を創業
- 1954年1月 - 株式会社佐々木商店に組織変更
- 1963年2月 - 社名を佐々木繃帯株式会社に変更
- 1964年6月 - 神戸市須磨区に神戸連絡所を開設（現：西区神戸支店）
- 1966年10月 - 東区豊後町に本社社屋完成（現：中央区本町橋）
- 1971年10月 - 京都市右京区に京都連絡所を開設（現：伏見区京都営業所）
- 1972年2月 - 熊本県菊池郡七城町（現：菊池市）に熊本工場新設
- 1975年 - 開発部・販売促進課を開設
- 1977年8月 - 熊本市坪井に熊本営業所を開設
- 1978年10月 - 北九州市八幡西区に北九州営業所を開設（現：北九州支店）
- 1979年7月 - 子会社として佐々木医療販売株式会社を設立（後にハクゾウメディカル販売株式会社に社名変更）
- 1982年9月 - 広島市西区に広島営業所を開設（現：安佐南区）
- 1985年7月 - 中央区本町橋に現本社ビルを新築
- 1987年2月 - 南河内郡美原町（現：堺市美原区）に美原物流センター及び美原工場を新設
- 1993年12月 - 熊本工場が独立、ハクゾウメディカル熊本株式会社熊本工場を設立（現ハクゾウメディカルテクノス株式会社熊本工場）
- 1994年5月 - 香川県三豊郡豊浜町に四国営業所を開設
- 1995年1月 - 佐々木繃帯株式会社をハクゾウメディカル株式会社に、佐々木医療販売株式会社をハクゾウメディカル販売株式会社に社名変更
- 1997年10月 - 東京都江戸川区に東京連絡所を開設
- 1998年7月 - 富田林市にテクニカルセンター竣工。ホームヘルパー2級養成所開設
- 2004年1月 - ハクゾウメディカル販売株式会社をハクゾウメディカル株式会社に統合
- 2004年8月 - 三重営業所を四日市市に開設
- 2008年4月 - 福島県相馬市に福島工場設立
- 2009年1月 - 東京営業所を東京支店に昇格。大阪南部営業所を南大阪支店に昇格。大阪北部営業所を北大阪支店に昇格
- 2009年5月 - 仙台営業所開設
- 2010年12月 - 西東京営業所開設
- 2011年9月 - 福岡営業所開設

## その他
- 長きにわたり、MBSラジオでラジオCMを放送している。主に「子守康範 朝からてんコモリ!」の放送の合間で流れることが多い。